# خواهر کنی
خواهر کنی (انگلیسی: Sister Kenny) یک فیلم به کارگردانی دادلی نیکولز است که در سال ۱۹۴۶ منتشر شد.

## بازیگران
- روسالیند راسل
- الکساندر ناکس
- دین جاگر
- بولا بوندی
- دورتی پیترسون
- گلوریا هولدن
- فیلیپ مریویل

## جایزه
برنده
- جایزه گلدن گلوب بهترین بازیگر زن فیلم درام